# Stade Tamme de Tartu
Le stade de Tamme (en estonien : Tamme staadion) est un stade multi-sport situé dans le quartier Tammelinn à Tartu en Estonie.

## Présentation
Le stade a ouvert pour la première fois en 1932.
Son aspect actuel date de 2011.
Le stade est le domicile du Tartu JK Tammeka et peut accueillir 1 638 personnes.

## Histoire
Le parc des sports d'origine a été conçu en 1928 par l'architecte Arnold Matteus. Les travaux sont achevés en 1932 et en 1936, une tribune est ajoutée. Depuis lors, le stade a été utilisé pour les matchs de la Ligue estonienne de football.
De nombreuses compétitions sportives internationales ont eu lieu dans le stade, ainsi que des festivals de la chanson estonienne.
Le stade de Tamme était le terrain de jeu de Tartu Olümpia, qui est devenu champion d'Estonie en 1940, après avoir battu 3-1 le JK Tallinna Kalev lors du dernier tour de la saison 1939-40 du championnat de football d'Estonie.
Jusqu'à ce jour, Tartu Olümpia est la seule équipe hors Tallinn à avoir remporté le titre de champion d'Estonie de football.
Dans les années 1960, le stade a été entièrement rénové et rouvert en 1973.
Cependant, un incendie majeur a détruit une grande partie du complexe du stade en 1997, ce qui a conduit à la construction d'un nouveau bâtiment par les architectes Andres Siim et Kristel Ausing.
Une vaste rénovation a eu lieu en 2007/2008.
À la suite de la rénovation de 2010-2011, le stade peut accueillir n'importe quelle compétition internationale d'athlétisme ou de football.
Le 3 juillet 2014, le stade a accueilli son premier et unique match de qualification de la Ligue Europa de l'UEFA, lorsque le club estonien de troisième division Football Club Santos Tartu a affronté Tromsø IL devant 1 169 spectateurs,.
C'était aussi le terrain d'attache de Tartu SK 10.

## Galerie

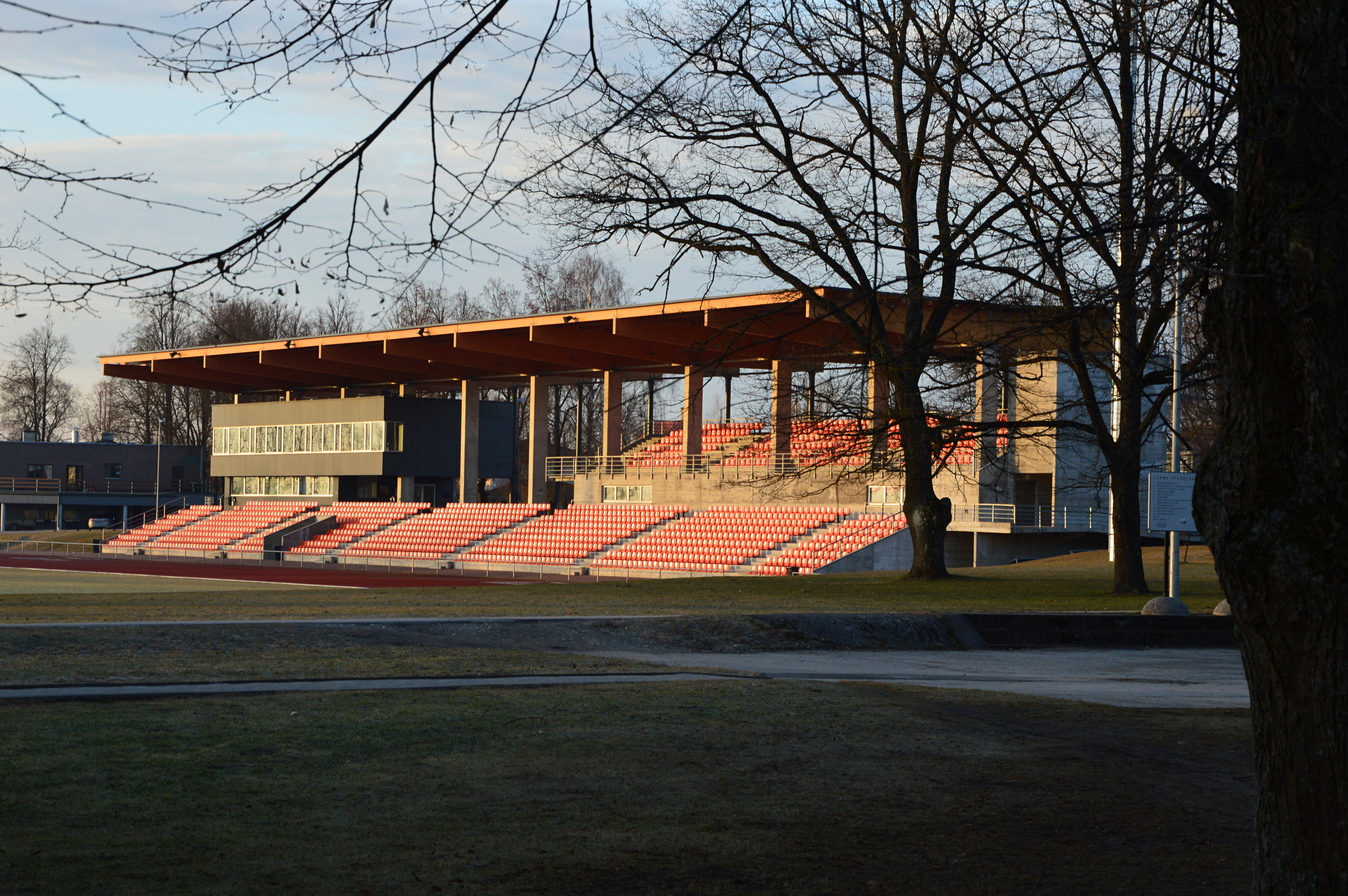
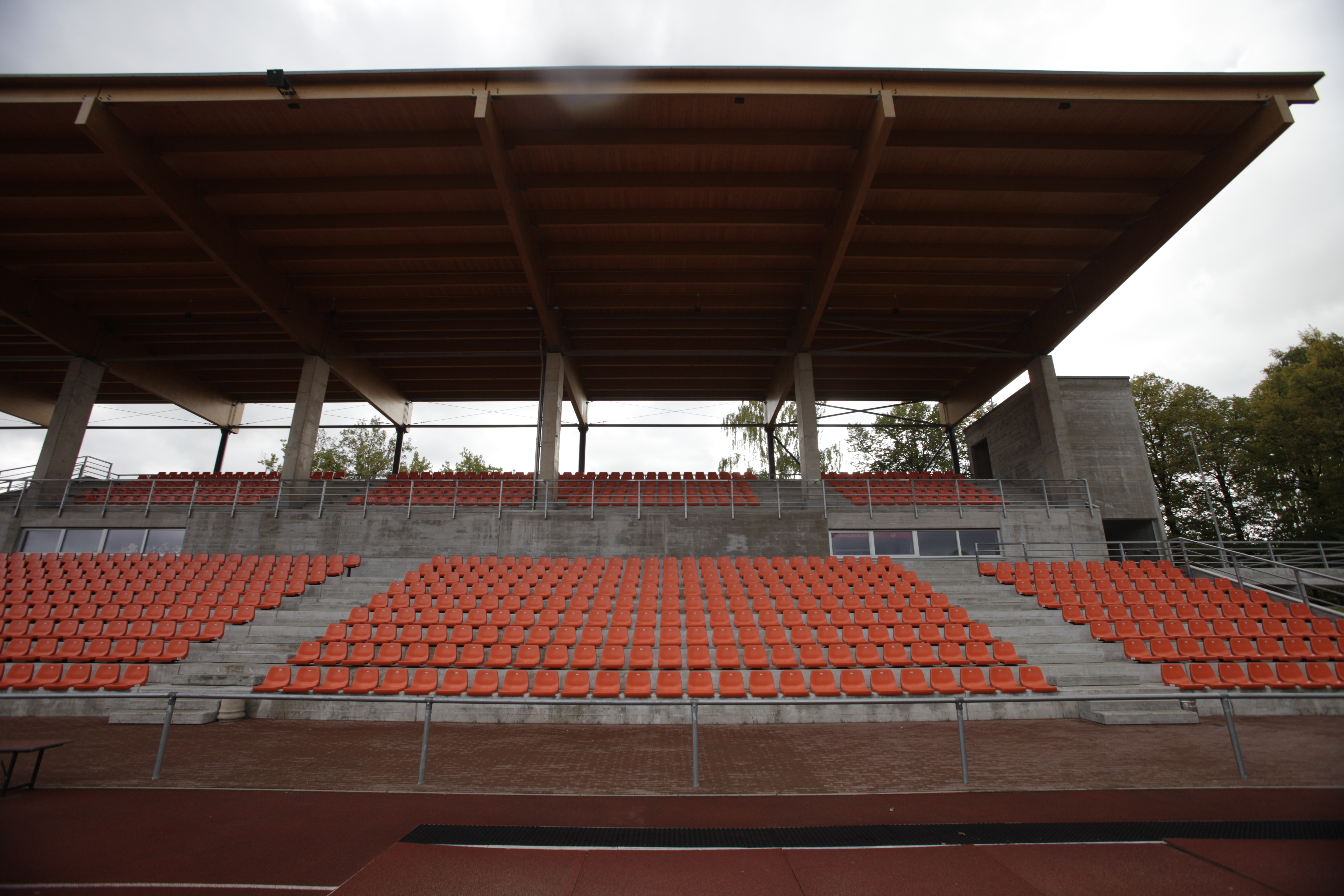
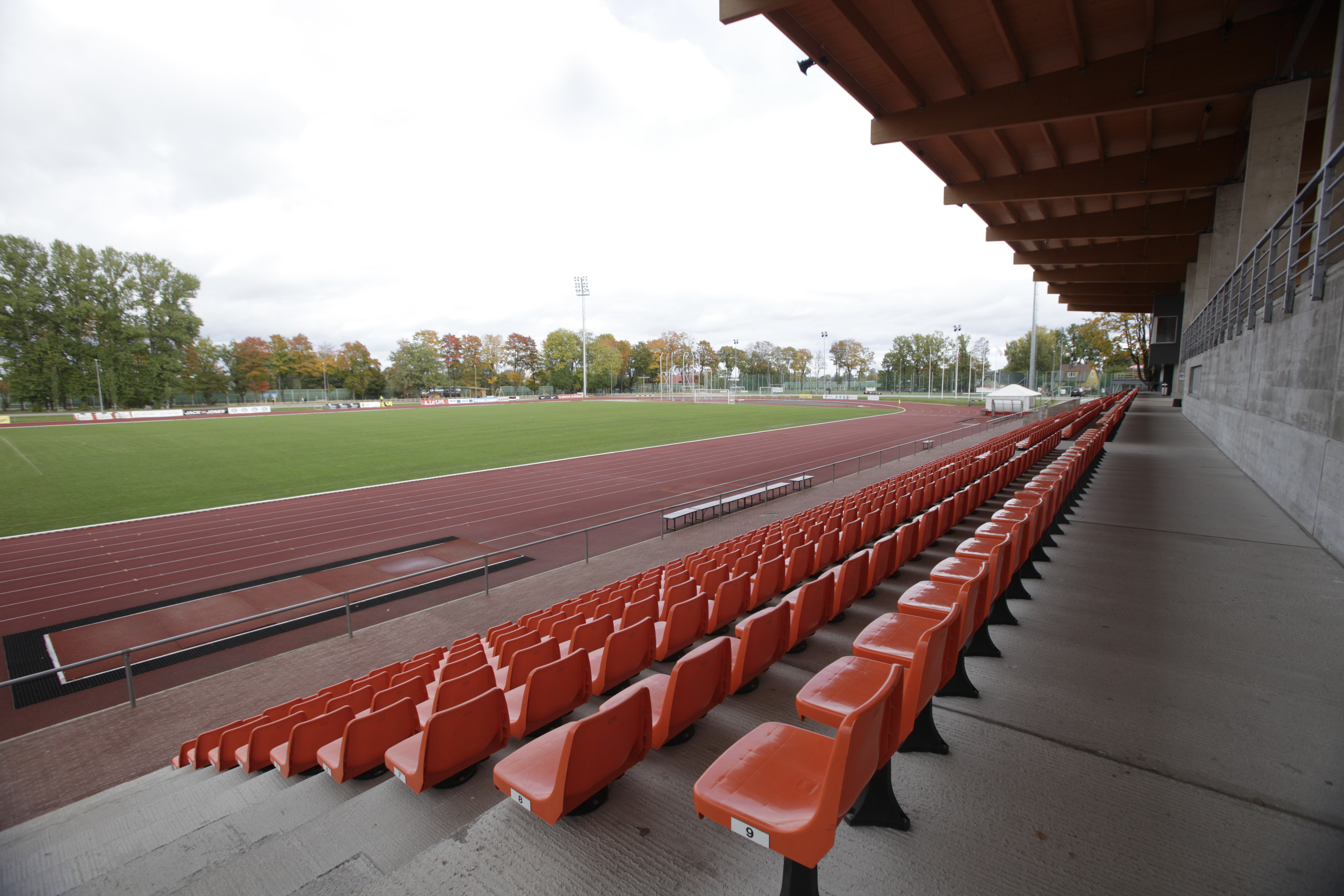
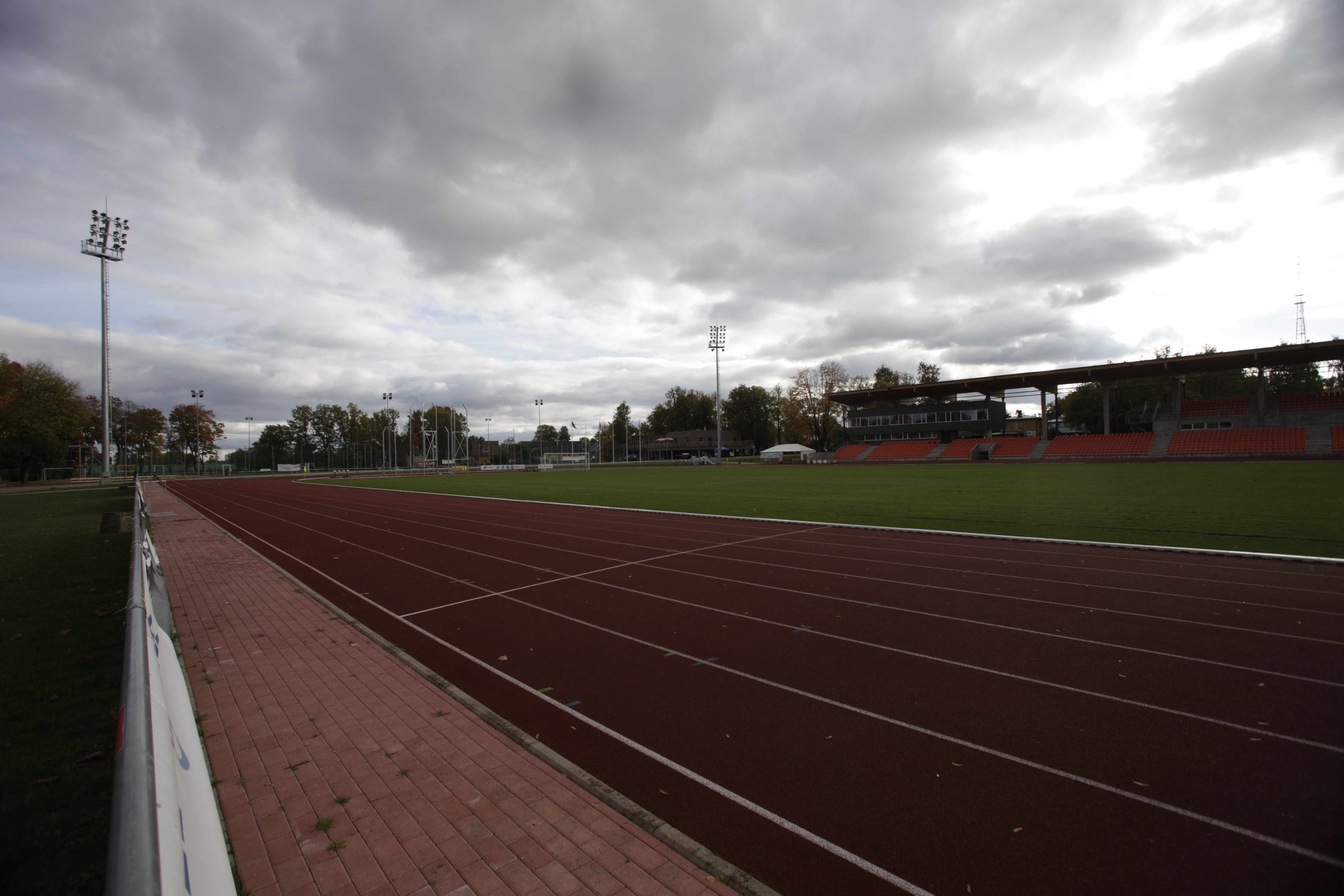